# L'Inversion de Polyphème
L'Inversion de Polyphème est un roman court de science-fiction écrit par Serge Lehman et publié aux éditions Le Bélial' en 2025. L'œuvre avait paru auparavant dans le cinquième numéro de la revue Bifrost en 1997.
L'Inversion de Polyphème a obtenu le prix Ozone de la meilleure nouvelle de science-fiction francophone 1998.
Le titre fait référence à Polyphème, un cyclope issu de la mythologie grecque.

## Résumé
Hugo Varlet, Mick Horowicz, Francis de Carvalho et Paul Venditti sont quatre amis âgés de treize à quinze ans. Pendant l'été 1976, ils ont l'habitude de se rassembler dans une cabane dans laquelle ils stockent des revues et livres de science-fiction ainsi que des bandes dessinées.
Un jour, Paul, borgne à la suite d'un évènement dont il n'a jamais partagé les circonstances, emmène ses amis dans un champ et les fait monter sur un énorme bloc de granit de trois mètres de haut qu'ils appellent immédiatement l'île. Sur cette île, à un moment précis du déplacement du soleil à l'horizon, Paul leur fait découvrir un phénomène lumineux très bizarre qui semble leur montrer une réalité différente. Et quand Paul dépose une boule de cristal sur un rocher à la forme d'un petit promontoire pyramidal, un rayon du soleil la heurte et soudain, quelque chose s'écrase dans le champ qui les entoure.
Les quatre adolescents descendent du rocher et découvrent effarés un garçon inconscient dans le champ. Ils le baptisent immédiatement Chocky, en référence au roman Chocky de John Wyndham. Ils emportent le corps dans leur cabane, ne voyant pas quoi faire d'autre. Chocky ne se réveillant pas, ils l'abandonnent et rentrent chacun chez eux. Le lendemain, Chocky ne s'est toujours pas réveillé mais ils commencent à briller[évasif]. Paul devine que Chocky vient d'une autre dimension, expliquant à ses trois amis que son œil de verre lui permet de voir ce monde. Ils décident tous de ramener Chocky sur l'île pour tenter de le renvoyer chez lui.